# ريك كاري
ريك كاري (Rick Carey) هو لاعب أولمبي لرياضة السباحة من الولايات المتحدة. شارك في الأولمبياد الصيفي في 1984، وفاز بما مجموعه 3 ميداليات.

## الميداليات
| ذهب | فضة | برونز | المجموع |
| 3   | 0   | 0     | 3       |

## روابط خارجية
- ريك كاري على موقع الاتحاد الدولي للسباحة (الإنجليزية)
- ريك كاري على موقع قاعة مشاهير السباحة العالمية (الإنجليزية)
- ريك كاري على موقع اللجنة الأولمبية الدولية (الإنجليزية)
- ريك كاري على موقع أوليمبيديا (الإنجليزية)